# Rio Velikaya
O rio Velikaya (em russo:  Великая) é um rio nos distritos de Novosokolnichesky, Pustoshkinsky, Sebezhsky, Opochetsky, Pushkinogorsky, Ostrovsky, Palkinsky e Pskovsky do Oblast de Pskov, bem como na cidade de Pskov na Rússia. É um importante afluente do Lago Peipus e pertence à bacia de drenagem do Narva. Tem 430 quilômetros (270 milhas) de comprimento e a área de sua bacia é de 25 200 quilômetros quadrados (9 700 milhas quadradas). O nome do rio significa literalmente "Grande" ou "Grande" em russo. As cidades de Opochka, Ostrov e Pskov estão localizadas nas margens do Velikaya. Os principais afluentes do Velikaya são o Alolya (direita), o Issa (esquerda), o Sorot (direita), o Sinyaya (esquerda), o Utroya (esquerda), o Kukhva (esquerda), o Cheryokha (direita) e o Pskova (direita).
A fonte do Velikaya está localizada nas colinas de Bezhanitsy, no noroeste do distrito de Novosokolnichesky. O rio flui para o sul através de um sistema de lagos até o Lago Veryato, onde vira para o oeste. Ele aceita o Alolya pela direita e gradualmente vira para o norte, passando pela cidade de Opochka. A noroeste do assentamento de tipo urbano de Pushkinskiye Gory, ele vira para o oeste, aceita o Sinyaya pela esquerda e vira para o norte. Na cidade de Pskov, o Velikaya aceita Pskova pela direita e vira para noroeste, formando um delta de rio ao entrar no Lago Peipus.
A bacia de drenagem do Velikaya compreende vastas áreas no oeste e sudoeste do Oblast de Pskov, bem como no leste da Letônia e no norte da região de Vitebsk, na Bielo-Rússia.
O rio tem uma importância histórica significativa. Pskov foi fundada em 903, e o Velikaya forneceu-lhe acesso ao mar, através do Lago Peipus e do Rio Narva.
O Velikaya é navegável em seu curso inferior de comprimento 34 quilômetros (21 milhas).

## Galeria

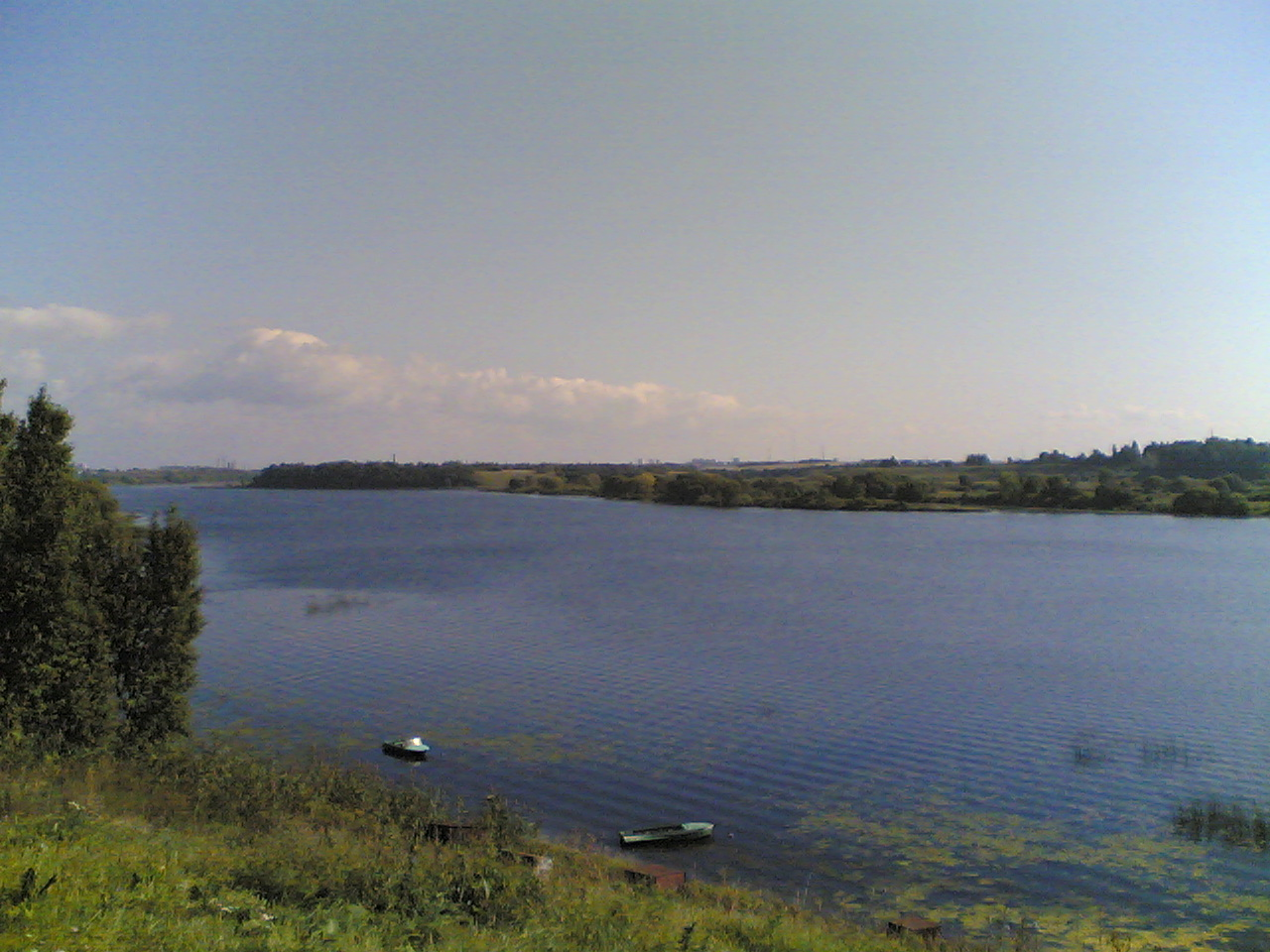
O Velikaya em Piskovichi, distrito de Pskovsky
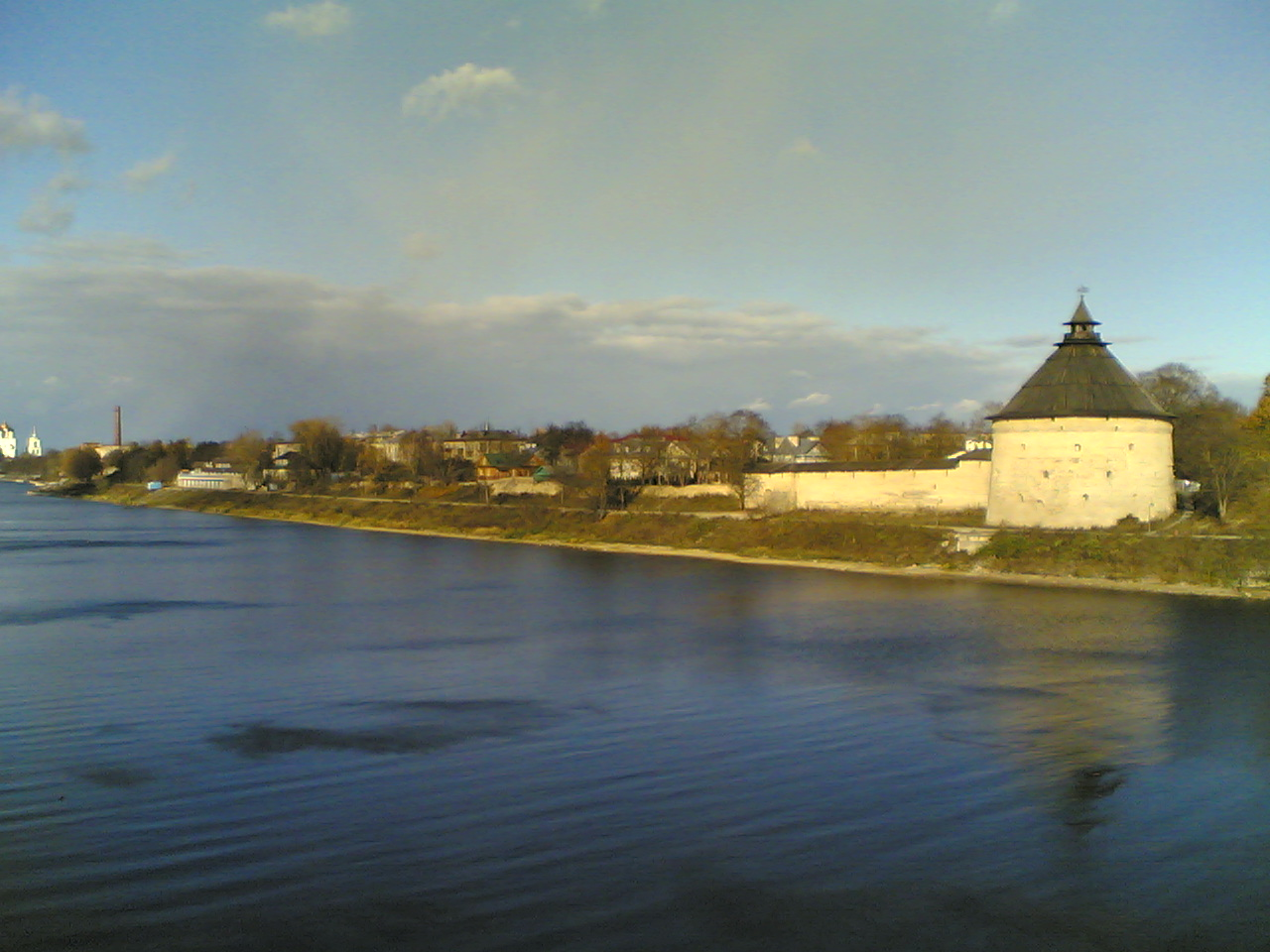
O Velikaya na cidade de Pskov, perto de Pskov Krom
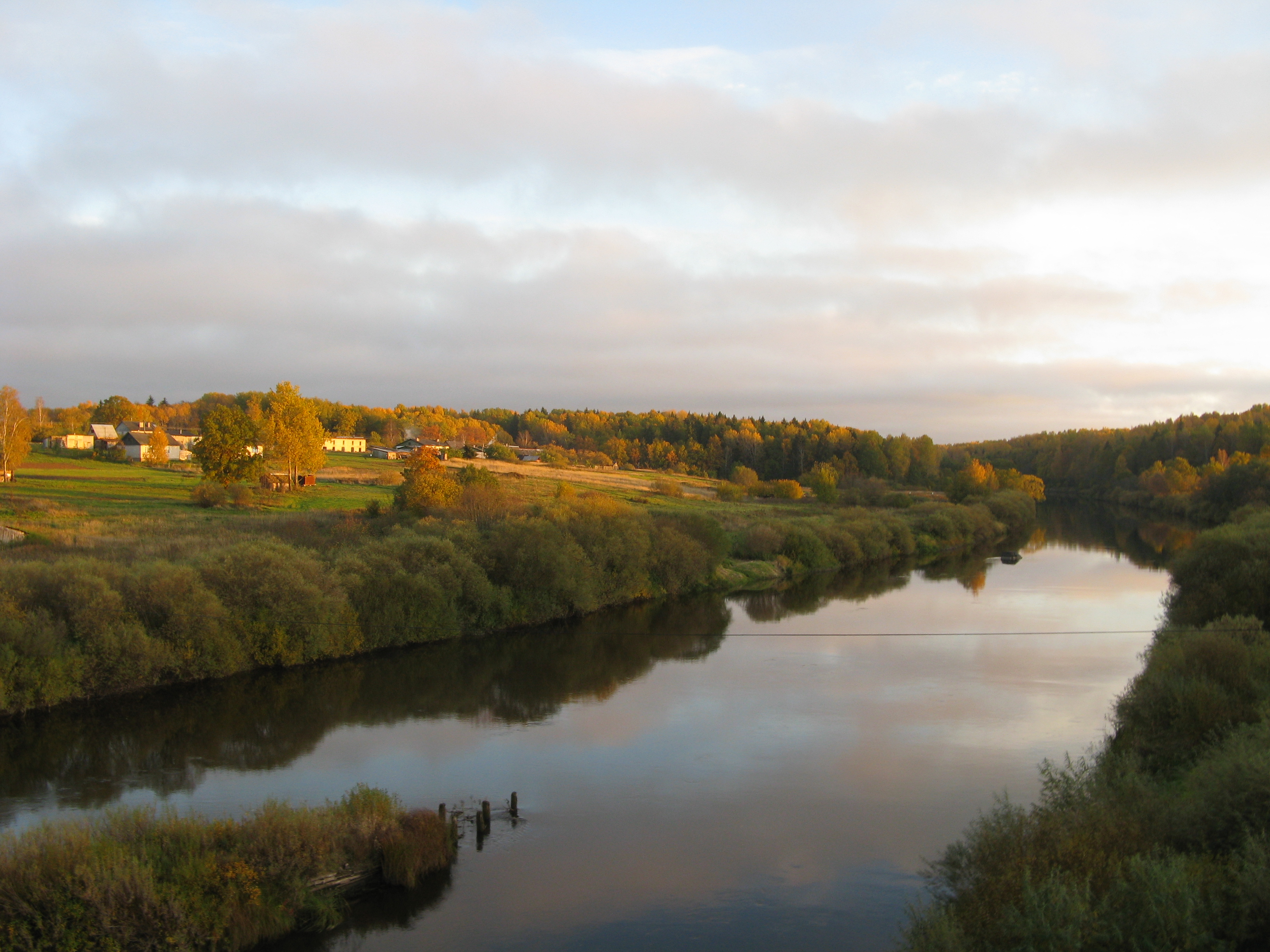
O Velikaya em Selikhnovo, distrito de Pushkinogorsky